# Tỉnh
Tỉnh là một thuật ngữ thường dùng trong tiếng Việt để chỉ đơn vị hành chính cấp 1 trực thuộc quốc gia. Tuy nhiên, trong nghĩa thông dụng, tỉnh dùng với khái niệm hẹp hơn, để chỉ đơn vị hành chính cấp 1 nhưng không phải là đô thị trực thuộc trung ương (thành phố trực thuộc trung ương). Vì vậy, trong nghĩa thông dụng, đơn vị hành chính cấp 1 quốc gia thường được gọi kép là "tỉnh thành" hoặc chính xác hơn là "đơn vị hành chính cấp tỉnh".
Trung tâm hành chính của một tỉnh thường đặt tại một thị xã hay một thành phố cấp tỉnh, gọi là tỉnh lỵ.
Trong lịch sử hoặc khi chuyển ngữ các đơn vị hành chính ở nước ngoài, "tỉnh" đôi khi không hẳn là đơn vị hành chính cấp 1 (VD: Tỉnh (Pháp)). Cũng có nhiều trường hợp, đơn vị hành chính cấp 1 không được chuyển ngữ là "tỉnh" (VD: Tiểu bang Hoa Kỳ).

## Từ nguyên
"Tỉnh" trong tiếng Việt có nguồn gốc từ chữ Hán: 省. Trong lịch sử Trung Quốc, ban đầu "tỉnh" được dùng như một danh xưng để chỉ các cơ quan hành chính trực thuộc triều đình như "thượng thư sảnh", "trung thư sảnh" (sảnh và tỉnh là đồng âm)... Đến đời Nguyên, chính thức hình thành "hành trung thư tỉnh", gọi tắt là "hành tỉnh", đến đời Thanh thì giản lược thành "tỉnh", dùng để chỉ đơn vị hành chính như ngày nay.
Tại Việt Nam, "tỉnh" được dùng như thuật ngữ chỉ đơn vị hành chính tại Việt Nam chỉ bắt đầu sau cuộc cải cách hành chính của Minh Mạng 1831-1832. Trừ một thời gian ngắn tại Nam Kỳ, khi chính quyền thực dân Pháp bãi bỏ đơn vị hành chính cấp tỉnh (nhưng sau đó tái lập), trải qua nhiều thời kỳ lịch sử, tỉnh luôn giữ vai trò là đơn vị hành chính cấp 1 tại Việt Nam.
Thuật ngữ "tỉnh" thường được xem là tương đồng khi chuyển ngữ cho từ "province" trong tiếng Anh. Từ này xuất phát từ "provincia" (số nhiều "provinciae") trong tiếng Latin, có nguồn gốc từ thời La Mã cổ đại, dùng để chỉ một đơn vị hành chính là lãnh thổ thuộc địa của La Mã nằm ngoài lãnh thổ Ý. Điều này dẫn đến việc tại một số quốc gia không có đơn vị hành chính "province" trên thực tế, thuật ngữ "the provinces" vẫn được dùng, nhưng với ý nghĩa "bên ngoài thủ đô".

## Đặc điểm
Là một đơn vị hành chính, tỉnh có thể hình thành nhân tạo trên cơ sở là một vùng lãnh thổ thực dân với do con người thành lập, hoặc được hình thành xã hội xung quanh các nhóm người địa phương với bản sắc dân tộc đặc thù. Ở một số quốc gia, tỉnh có nhiều quyền hạn riêng, độc lập với chính quyền trung ương hoặc liên bang, đặc biệt là ở Canada. Ở một số nước khác, như Trung Quốc hoặc Pháp, các tỉnh là một sự phân nhánh của chính quyền trung ương, với rất ít quyền tự chủ.

## Tỉnh Việt Nam

### Phân chia cấp đơn vị hành chính
Hiện nay, tại Việt Nam thì các đơn vị hành chính được phân chia một cách chính thức thành 2 cấp là cấp tỉnh và cấp xã. Tỉnh là cấp lớn nhất và hiện tại Việt Nam có 28 tỉnh.

### Các đơn vị hành chính tương đương
Tỉnh là đơn vị hành chính ở cấp tương đương với thành phố, thành phố trực thuộc trung ương. Dưới đơn vị thành phố trực thuộc trung ương là các đơn vị hành chính: phường, xã, và đặc khu.